# L'Étrange Réveil du Schtroumpf paresseux
L'Étrange Réveil du Schtroumpf paresseux est le quinzième album de la série de bande dessinée Les Schtroumpfs de Peyo. Pré-publié dans le journal Schtroumpf !, l'album est publié en 1991 aux éditions Cartoon Creation.
Dans cet album, on retrouve cinq histoires : L'Étrange Réveil du Schtroumpf paresseux, Le Petit Train des Schtroumpfs, Le Schtroumpf et son dragon, Les Schtroumpfs pompiers et Une taupe chez les Schtroumpfs.

## Résumés

### L'Étrange Réveil du Schtroumpf paresseux
Les Schtroumpfs décident de donner une bonne leçon au Schtroumpf paresseux en lui faisant croire qu'il a dormi pendant deux cents ans.

### Le Petit train des Schtroumpfs
Le Schtroumpf bricoleur invente un train qui facilite le travail des Schtroumpfs pour ramener la cueillette de la forêt au village.

### Le Schtroumpf et son dragon
Le Schtroumpf timide est triste, car il ne connaît aucun animal familier contrairement à la plupart de ses frères. Un jour il rencontre un dragon triste d'être abandonné.

### Les Schtroumpfs pompiers
Pour lutter contre les incendies, des Schtroumpfs se portent volontaires pour faire pompiers. Mais ces derniers font un peu trop de zèle...

### Une taupe chez les Schtroumpfs
Alors que le Schtroumpf farceur a piqué les lunettes du Schtroumpf à lunettes pour faire une blague, une taupe myope surgit de la terre en plein cœur du village.